# Konodenregel
Die Konodenregel (auch bekannt als Hebelarmgesetz und Gesetz der abgewandten Hebelarme) ist der Zusammenhang zwischen Teilvolumina und den Konzentrationen eines Stoffes in den zwei Phasen einer Mischung. Bei der Anwendung der Regel sind meist die Konzentrationen des betrachteten Stoffes in beiden Phasen bekannt, etwa die Endpunkte einer Konode. „Abgewandte Hebelarme“ bezieht sich auf die umgekehrte Proportionalität zwischen Teilvolumen und Abstand dieser Konzentrationen von der mittleren Konzentration, analog zu Masse und Hebelarm bei einer Balkenwaage.

## Herleitung verschiedener Formen der Regel
Die gesamte Stoffmenge des betrachteten Stoffes lässt sich auf zwei Weisen ausdrücken, durch seine mittlere Konzentration {\displaystyle {\bar {c}}}
im Gesamtvolumen {\displaystyle V_{\text{I}}+V_{\text{II}}} bzw. als Summe seiner Stoffmenge pro Phase:
{\displaystyle {\bar {c}}(V_{\text{I}}+V_{\text{II}})=c_{\text{I}}V_{\text{I}}+c_{\text{II}}V_{\text{II}}}
Ausmultipliziert und sortiert nach den Phasen {\displaystyle {\text{I}}} und {\displaystyle {\text{II}}} (mit der kleineren bzw. größeren Konzentration) ergibt sich eine erste Form der Konodenregel:
{\displaystyle V_{\text{I}}({\bar {c}}-c_{\text{I}})=V_{\text{II}}(c_{\text{II}}-{\bar {c}})}
Division „über Kreuz“ ergibt die Regel als Verhältnisgleichung zwischen den Phasen:
{\displaystyle {\frac {V_{\text{I}}}{V_{\text{II}}}}={\frac {c_{\text{II}}-{\bar {c}}}{{\bar {c}}-c_{\text{I}}}}}
Wird vor der Division auf beiden Seiten {\displaystyle V_{\text{I}}(c_{\text{II}}-{\bar {c}})} addiert, ergibt sich
{\displaystyle {\frac {V_{\text{II}}}{V_{\text{I}}+V_{\text{II}}}}={\frac {{\bar {c}}-c_{\text{I}}}{c_{\text{II}}-c_{\text{I}}}}}
In Worten: Der relative Volumenanteil einer Phase ist der „abgewandte Hebelarm“ bezogen auf die ganze Länge der Konode.
Die Regeln gelten unabhängig voneinander für verschiedene Substanzen A, B, …
Gleichwertig ist die Form der Konodenregel mit Stoffmengen {\displaystyle n_{i}} und Stoffmengenanteilen {\displaystyle x_{i}}:
{\displaystyle {\frac {n_{\text{I}}}{n_{\text{ges}}}}={\frac {n_{\text{I,A}}+n_{\text{I,B}}+\dots }{n_{\text{A}}+n_{\text{B}}+\dots }}={\frac {{\bar {x}}_{\text{A}}-x_{\text{I,A}}}{x_{\text{II,A}}-x_{\text{I,A}}}}={\frac {{\bar {x}}_{\text{B}}-x_{\text{I,B}}}{x_{\text{II,B}}-x_{\text{I,B}}}}=\dots }